# Dysmicoccus brevipes
Dysmicoccus brevipes is een luis uit de wolluizenfamilie. De soort komt voornamelijk voor in warme gebieden. De wetenschappelijke naam is gepubliceerd door Theodore Dru Allison Cockerell in 1893. De luis parasiteert op verschillende planten waaronder ananasplanten,  koffieplanten en citrusplanten. 

## Kenmerken
De wolluizensoort heeft een roze of roze-oranje lichaam met een vorm variërend van ovaal tot rond. Het lichaam heeft een lengte tussen de 2,3 en de 3,0 millimeter. De poten hebben een geelbruine kleur en het lichaam is bedekt met een wasachtig goedje. De soort baart levende jongen. 
Vrouwtjes brengen gemiddeld 56 dagen door als volwassen luis waarbij de uitersten liggen rond de 31 en tachtig dagen. In totaal leeft de luis gemiddeld 96 dagen met uitersten variërend tussen de 78 en 111 dagen onder normale omstandigheden. In de eerste 27 levensdagen van het volwassen stadium baren de vrouwtjes over het algemeen geen larven. De vijfentwintig dagen die hierop volgen baren deze vrouwtjes gemiddeld 234 larven, maar dit aantal kan oplopen tot duizend. 
De larven hebben een plat behaard lichaam. Wanneer de larven net gebaard zijn hangen ze onder aan het lichaam van de moeder zodat ze bedekt kunnen raken met een laag was en beschermd zijn tegen eventuele gevaren. Dysmicoccus brevipes brengt gemiddeld 34 dagen van zijn leven door als larve waarin hij tot driemaal toe vervelt. Het vervellend vindt plaats tussen de tien en 26 dagen, de zes en 22 en tussen de zeven en 24 dagen.

## Voorkomen
Dysmicoccus brevipes heeft ongeveer hetzelfde verspreidingsgebied als het geslacht Ananas. De luis komt voor in Afrika, Australië, Centraal- en Zuid-Amerika, het Pacifische gebied en op de Hawaiiaanse eilanden. De soort parasiteert op een aantal plantensoorten en hoofdzakelijk op Ananas-soorten. De luis parasiteert ook op andere soorten, zoals die uit het geslacht Annona, maar ook op bananenplanten, selderij, citrusplanten en koffieplanten. Daarnaast parasiteert hij op soorten uit de geslachten  Euphorbia, Gliricidia, Hibiscus, Morus en Straussia.

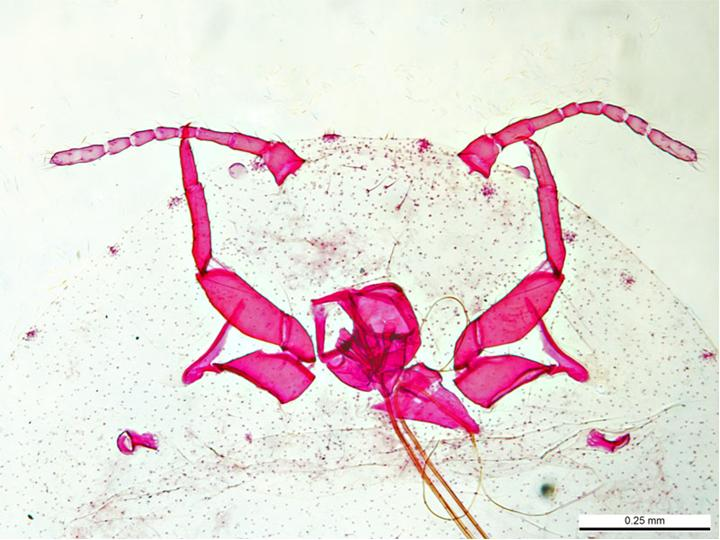
Antennes
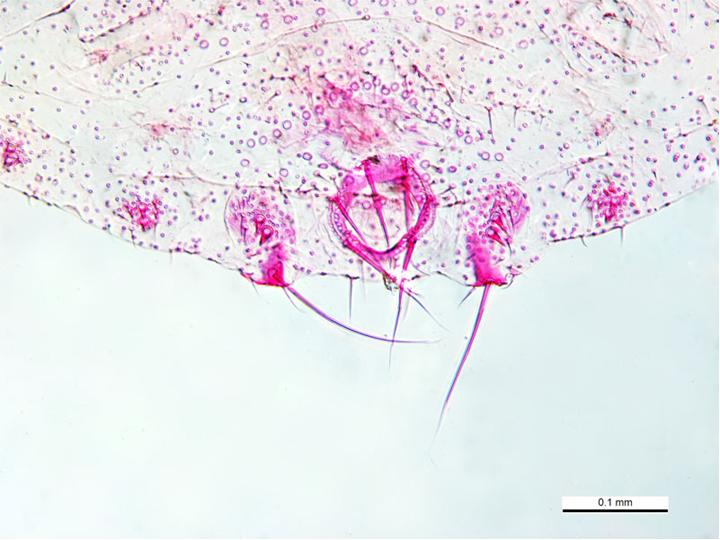
Anus
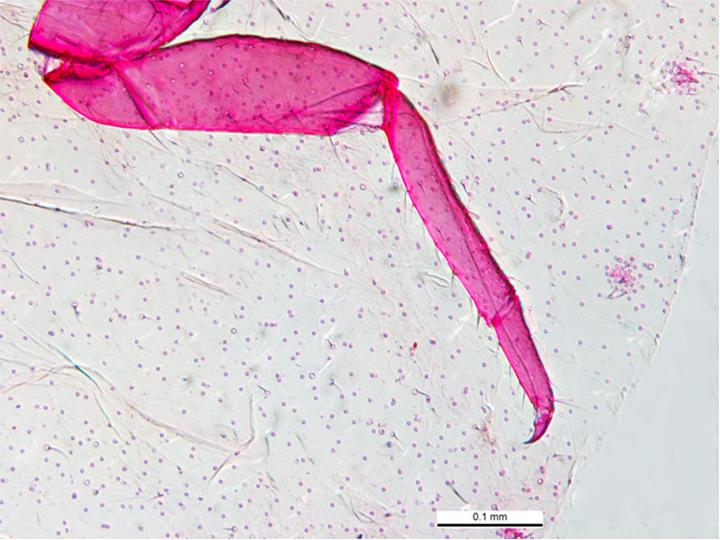
Poot